# Francesc Martí i Martí
Francesc Martí i Martí (Reus, Baix Camp, 1856 - 1913) va ésser un hisendat i president de la Cambra Agrícola de Tarragona.
Fou un dels signants del Missatge a la Reina Regent (1888) i nomenat delegat a l'Assemblea de Manresa (1892).